# Danijel Zezelj
Danijel Žeželj é um ilustrador e escritor croata. Conhecido por sua seus desenhos "realistas" e "expressivos", Žeželj já havia sido o responsável pela arte de mais de diversos álbuns europeus quando passou a trabalhar também para o mercado norte-americano. Nos Estados Unidos, seus trabalhos que maior destaque foram na DC Comics, através do selo editorial Vertigo, por onde foram publicadas as séries El Diablo, Terra sem lei. e Luna Park - pela qual foi indicado ao Eisner Award de melhor artista em 2010.

## Biografia
Após a conclusão do curso na Academia de Belas-Artes de Zagreb, Danijel começou a desenhar profissionalmente em Zagreb, Croácia, onde publicou os meus trabalhos de banda-desenhada. Em 1995 mudou-se para os Estados Unidos, onde começou a trabalhar com revistas em quadrinhos daquele país.☃☃☃☃ Em 2006, Zezelj foi anunciado como o substituto de J.H Williams III na aclamada série Desolation Jones.☃☃ e, em 2011, trabalhou ao lado de Scott Snyder numa edição da série Vampiro Americano.